# Rangina Hamidi
Rangina Hamidi (ur. 1978 w Kandaharze) – afgańska działaczka społeczna i polityczka, minister edukacji.

## Życiorys
Urodziła się w 1978 r. w Kandaharze w rodzinie pasztuńskiej, jej ojcem był Ghulam Haider Hamidi – późniejszy burmistrz tego miasta. Po sowieckiej inwazji na Afganistan jej rodzina wyemigrowała w 1981 r. do Pakistanu. Jej rodzice zarobione pieniądze przeznaczali m.in. na zapisanie dzieci do prywatnych szkół, jednak wobec niechęci otoczenia do edukacji dziewcząt, zdecydowali się w 1988 r. na przeprowadzkę do Stanów Zjednoczonych. Tam Hamidi ukończyła studia licencjackie na Uniwersytecie Wirginii na kierunku studia nad religią i płcią i została obywatelką Stanów Zjednoczonych.
Do Afganistanu na stałe wróciła w 2003 r., była kierowniczką projektów zajmujących się rozwojem społecznym w Kandaharze, w szczególności wzmacniających niezależność afgańskich kobiet i ich pozycją ekonomiczną. Za swoje działania została wyróżniona w 2007 roku kwalifikacją do finału nagrody CNN Hero Award i tytłem osoby tygodnia Radia Wolna Europa. W 2008 r. założyła Kandahar Treasure, będące pierwszym w Kandaharze przedsiębiorstwem prowadzonym przez kobiety, które zajmowało się produkcją tradycyjnych ręcznie haftowanych tkanin.
W 2020 r. została mianowana ministrem edukacji Afganistanu. Po przejęciu kontroli nad Afganistanem przez talibów, Hamidi postanowiła zostać na miejscu i dalej kontynuować działalność na rzecz rozwoju afgańskiej edukacji, pomimo iż talibowie powołali na stanowisko ministra edukacji własnego działacza.
Mężatka, ma jedną córkę.